# 大石神社 (さつま町)
大石神社（おおいしじんじゃ）は、鹿児島県薩摩郡さつま町にある神社。祁答院12か村（佐志村、湯田村、時吉村、虎居村、平川村、船木村、久富木村、鶴田村、紫尾村、柏原村、求名村、中津川村）2万石弱の領主・島津歳久を祭神とし、地元では「金吾様」と呼び親しまれている。なお、歳久の前の領主である祁答院良重も配祀する。

## 祭神
- 島津左衛門督歳久公
- 祁答院河内守良重公

島津歳久は島津15代当主・島津貴久の三男で祁答院島津家（日置島津家の前身）の祖。祁答院良重は祁答院12代当主・祁答院重武の嫡男で祁答院氏最後（13代）の当主。両祭神とも祁答院地方（現在のさつま町と薩摩川内市祁答院町）を統治した武将で、虎居城（さつま町宮之城）を本拠とした。また境内末社として、南方神社（祭神は建御名方神）が鎮座する。

## 沿革
正確な神社の創建年は不詳。同神社関係の古文書類によると、寛永年間には「歳久石塔（歳久供養塔）」として存在していたことが確認できるが、社殿を有するようになったのは幕末から明治にかけての頃と考えられている。神社の建つ地は、祁答院領主であった歳久が鹿児島往還の際に休息をとっていた場所であると伝わる。社名の「大石神社」は「御石（おいし）」が訛ったものであるといわれ、武の神や安産の神として崇敬されており、妊婦が参詣の際には境内にある石を拝戴し、出産後に拝戴した石と、もう一つ新たな石を添えて奉納するという風習も今に伝わっている。

## 祭祀
9月の秋季例祭は別に「金吾様祭り」と呼ばれ、「金吾様踊り」と総称される各種郷土芸能行事が奉納される。またかつては「大念仏踊り」と呼ばれる芸能行事も行われており、総勢500名を超える大名行列風の壮大な舞踊行事であった。現在では「大念仏踊り」の中の一部分の踊りが奉納されている。